# Psomophis
Psomophis es un género de serpientes de la subfamilia Dipsadinae. Sus especies se distribuyen por Sudamérica, excepto al oeste de los Andes.

## Especies
Se reconocen las siguientes:
- Psomophis genimaculatus (Boettger, 1885)
- Psomophis joberti (Sauvage, 1884)
- Psomophis obtusus (Cope, 1864)